# Ryan Phillippe
Matthew Ryan Phillippe (New Castle, 10 settembre 1974) è un attore e regista statunitense.
L'attore ha partecipato a diversi film, tra cui, So cosa hai fatto, Studio 54, Cruel Intentions, Gosford Park, Crash - Contatto fisico (film corale vincitore di tre premi Oscar) e Flags of Our Fathers.
A partire dal 2012, dopo sedici anni di assenza dal piccolo schermo dove mosse i primi passi negli anni '90, l'attore si è dedicato anche alla carriera televisiva con ruoli di primo piano nelle serie televisive Damages, Secrets and Lies e Shooter.

## Biografia

### Primi anni
Phillippe è nato a New Castle, nel Delaware, il 10 settembre del 1974, figlio di Richard Phillippe, di origini francesi, e di Susan Thomas; ha tre sorelle. Ryan ha frequentato la scuola battista di New Castle dove praticava basket e calcio e ha preso la cintura nera di Taekwondo; ha anche redatto l'annuario durante il suo ultimo anno di scuola. A quindici anni, il ragazzo inizia ad interessarsi alla recitazione su suggerimento di un vicino. Un agente ha poi notato Ryan dal barbiere due anni dopo e ha iniziato a fargli fare audizioni a New York.

### Carriera
La carriera recitativa di Ryan ha inizio con una parte nella soap opera della ABC intitolata Una vita da vivere dove, dal 1992 al 1993, interpreta Billy Douglas, il primo adolescente gay in una soap opera diurna, un ruolo che causerà diverse critiche. Dopo aver lasciato lo show, Ryan si trasferisce a Los Angeles dove è apparso con piccole parti in diversi show e film televisivi. Nel 1993 ha girato uno spot pubblicitario per Armani Jeans al fianco della modella Amanda Lepore e diretto da David LaChapelle.
Nel 1996, viene scelto da Ridley Scott per il film L'Albatross - Oltre la tempesta; nel 1997 recita nell'horror per teenager So cosa hai fatto al fianco di Sarah Michelle Gellar, Freddie Prinze Jr. e Jennifer Love Hewitt, tutti attori famosi tra i teenager, il che regalerà fama tra tale pubblico anche a Ryan. Grazie a questo ruolo, Ryan ottiene la parte in diversi film noti tra cui Studio 54 e Cruel Intentions - Prima regola non innamorarsi, una rilettura moderna del romanzo Le relazioni pericolose. Il film, dove Ryan ritrova la collega di set Sarah Michelle Gellar, è un grande successo tra il pubblico adolescente e cementa l'abilità di Phillippe nell'interpretare personaggi con un forte sex appeal.
L'anno seguente, Ryan recita nel film Le vie della violenza, nel ruolo di un ingegnere informatico in S.Y.N.A.P.S.E. - Pericolo in rete e nel film, acclamato dalla critica, Gosford Park di Robert Altman. In seguito, l'attore è comparso con ruoli di supporto nei film Igby Goes Down e nel plurivincitore di premi Oscar Crash - Contatto fisico. Nel 2003 un film che lo vedeva protagonista, The I inside, poiché non aveva trovato nessun distributore cinematografico, è stato trasmesso in prima tv su un canale via cavo.
Nel 2006 Ryan ha interpretato il ruolo di John Bradley nel film di guerra Flags of Our Fathers diretto da Clint Eastwood; l'attore ha definito l'esperienza di questo film come la migliore della sua carriera e per il personale significato che ha avuto per lui aggiungendo che avrebbe dato la vita nella Seconda guerra mondiale proprio come avevano fatto entrambi i suoi nonni. La performance di Ryan nel film di Eastwood è stata molto apprezzata anche dal critico Richard Roeper definendola la migliore performance di Phillippe in assoluto. Nel 2007 ha recitato nel film Breach - L'infiltrato, un film basato sulla storia vera di Eric O'Neill, un agente dell'FBI, che ha contribuito all'arresto del suo capo Robert Hanssen, una spia dell'Unione Sovietica che vendeva informazioni segrete.
Nel 2007 e 2008 Ryan ha recitato in diversi film, tra cui Caos, dove interpreta un agente di polizia, Five Fingers - Gioco mortale, un film drammatico ambientato in Marocco e il film di guerra, ambientato in Iraq, Stop-Loss, diretto da Kimberly Peirce. Ryan ed i suoi amici di lunga data Breckin Meyer, Seth Green e David E. Siegal hanno una casa di produzione, la Lucid Films, consentendo a Ryan di essere più coinvolto nei suoi progetti cinematografici come produttore. Nel 2014 debutta come regista con il film Catch Hell, di cui è anche interprete, co-sceneggiatore e produttore. Diventa, nel 2015, uno dei protagonisti della serie antologica Secrets and Lies, interpretando la parte di Ben Crawford.

### Riconoscimenti
Nel corso della sua carriera ha vinto 2 Screen Actors Guild Awards, un Critics' Choice Movie Award, un Florida Film Critics Circle Award, un Online Film Critics Society, un Satellite Award, un Pencil Award come migliore attore e un Black Reel Award.

### Vita privata

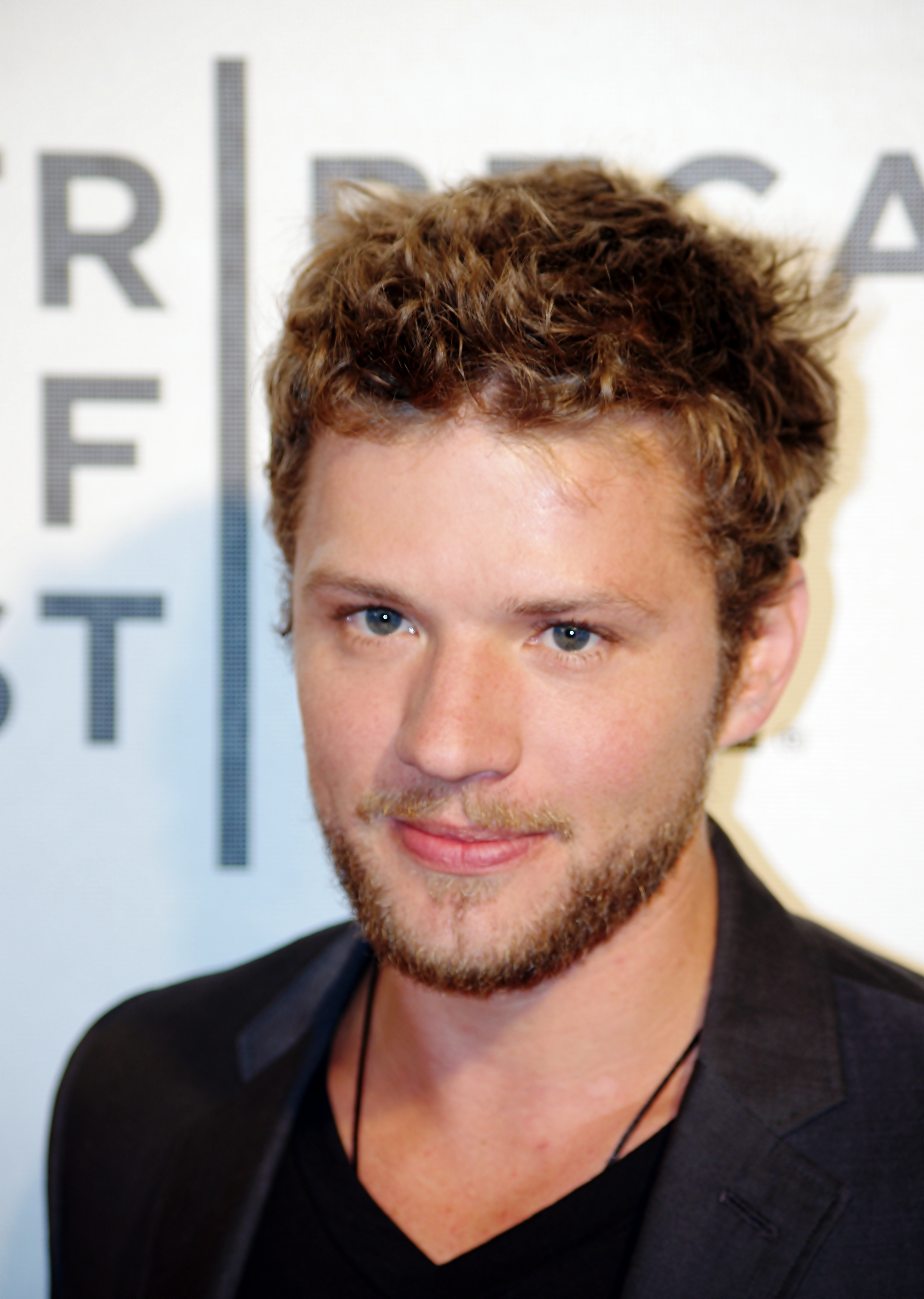
Ryan Phillippe al Tribeca Film Festival 2011

Nel dicembre 1998 si fidanza con l'attrice Reese Witherspoon; i due si sposano il 5 giugno 1999. Il 9 settembre 1999 Ryan e Reese hanno una prima figlia, Ava Elizabeth. Il 23 ottobre 2003 nasce il loro secondo figlio, Deacon Reese. Il 30 ottobre 2006, Ryan rilascia un comunicato in cui annuncia che lui e Reese si stavano separando. Reese ha presentato istanza di divorzio e chiesto la custodia esclusiva dei figli poiché Ryan l'aveva tradita con Abbie Cornish, ma l'attore ha ottenuto la custodia congiunta dei figli il 15 maggio 2007. Il divorzio è stato ufficialmente portato a termine il 5 ottobre 2007.
Ryan ha successivamente frequentato l'attrice australiana Abbie Cornish, conosciuta nel 2006 durante le riprese del film Stop-Loss. La relazione è poi finita nel febbraio del 2010 e nello stesso anno Ryan ha avuto una breve relazione con l'attrice Alexis Knapp, da cui, il 7 luglio 2011, ha avuto una bambina, Kailani Merizalde Phillippe Knapp. Nell'ottobre 2010 ha iniziato una relazione con Amanda Seyfried conclusa 7 mesi dopo, nel maggio del 2011. Dal dicembre 2015 fino al 2016 è stato fidanzato con l'avvocato dei diritti civili Paulina Slagter. Ryan è un grande tifoso delle squadre sportive di Filadelfia, tra le quali gli Eagles e i Phillies.

## Filmografia

### Attore

#### Cinema
- Allarme rosso (Crimson Tide), regia di Tony Scott (1995)
- L'Albatross - Oltre la tempesta (White Squall), regia di Ridley Scott (1996)
- Invader, regia di Mark H. Baker (1997)
- Ecstasy Generation (Nowhere), regia di Gregg Araki (1997)
- Little Boy Blue, regia di Antonio Tibaldi (1997)
- So cosa hai fatto (I Know What You Did Last Summer), regia di Jim Gillespie (1997)
- Homegrown - I piantasoldi (Homegrown), regia di Stephen Gyllenhaal (1998)
- Studio 54 (54), regia di Mark Christopher (1998)
- Scherzi del cuore (Playing by Heart), regia di Willard Carroll (1999)
- Cruel Intentions - Prima regola non innamorarsi (Cruel Intentions), regia di Roger Kumble (1999)
- Una spia per caso (Company Man), regia di Peter Askin e Douglas McGrath (2000)
- Le vie della violenza (The Way of the Gun), regia di Christopher McQuarrie (2000)
- S.Y.N.A.P.S.E. - Pericolo in rete (Antitrust), regia di Peter Howitt (2000)
- Gosford Park, regia di Robert Altman (2001)
- Igby (Igby Goes Down), regia di Burr Steers (2001)
- The I inside, regia di Roland Suso Richter (2003)
- Crash - Contatto fisico (Crash), regia di Paul Haggis (2004)
- Caos, regia di Tony Giglio (2005)
- Five Fingers - Gioco mortale (Five Fingers), regia di Laurence Malkin (2006)
- Flags of Our Fathers, regia di Clint Eastwood (2006)
- Breach - L'infiltrato (Breach), regia di Billy Ray (2007)
- Stop-Loss, regia di Kimberly Peirce (2008)
- Franklyn, regia di Gerald McMorrow (2008)
- MacGruber, regia di Jorma Taccone (2010)
- The Bang Bang Club, regia di Steven Silver (2010)
- The Lincoln Lawyer, regia di Brad Furman (2011)
- Setup, regia di Mike Gunther (2011)
- Revenge for Jolly!, regia di Chadd Harbold (2012)
- Incroci pericolosi (Straight A's), regia di James Cox (2013)
- Reclaim - Prenditi ciò che è tuo (Reclaim), regia di Alan White (2014)
- Catch Hell, regia di Ryan Phillippe (2014)
- Return to Sender - Restituire al mittente (Return to Sender), regia di Fouad Mikati (2015)
- Wish Upon, regia di John Leonetti (2017)
- The 2nd - Uno contro tutti (The 2nd), regia di Brian Skiba (2020)
- Fratelli di sangue (The Sound of Philadelphia), regia di Jeremie Guez (2020)
- Una vera signora (Lady of the Manor), regia di Christian Long e Justin Long (2021)
- Una sola possibilità (One Shot), regia di James Nunn (2021)
- Collide - Destini incrociati (Collide), regia di Mukunda Michael Dewil (2022)
- Summit Fever, regia di Julian Gilbey (2022)
- Un killer americano (American Murderer), regia di Matthew Gentile (2022)
- The Locksmith, regia di Nicolas Harvard (2023)
- Miranda's Victim, regia di Michelle Danner (2023)
- Prey - La grande caccia (Kalahari), regia di Mukunda Michael Dewil (2024)
- Saint Clare, regia di Mitzi Peirone (2024)

#### Televisione
- Una vita da vivere (One Life to Live) – serial TV, 13 puntate (1992-1993)
- The Secrets of Lake Success, regia di Peter Ellis, Jonathan Sanger, Arthur Allan Seidelman – film TV (1993)
- Matlock – serie TV, episodio 9x03 (1994)
- Due South - Due poliziotti a Chicago (Due South) – serie TV, episodio 1x10 (1994)
- Perry Mason: dietro la facciata (A Perry Mason Mistery. The Case of the Grimacing Governor), regia di Max Tash – film TV (1994)
- Deadly Invasion: The Killer Bee Nightmare, regia di Rockne S. O'Bannon – film TV (1995)
- Chicago Hope – serie TV, episodio 2x16 (1996)
- Time Well Spent, regia di Bill D'Elia – film TV (1996)
- Oltre i limiti (The Outer Limits) – serie TV, episodio 2x08 (1996)
- Damages – serie TV, 10 episodi (2012)
- Men at Work – serie TV, episodio 3x04 (2014)
- Secrets and Lies – serie TV, 10 episodi (2015)
- Drunk History – serie TV, episodio 3x09 (2015)
- Shooter – serie TV, 31 episodi (2016-2018)
- Famous in Love – serie TV, episodio 1x09 (2017)
- Brooklyn Nine-Nine – serie TV, episodio 4x21 (2017)
- Will & Grace – serie TV, episodio 11x09 (2020)
- Big Sky - serie TV, 5 episodi (2020-2021)
- MacGruber - serie TV, 8 episodi (2021)
- I Love That for You - serie TV, episodi 1x07-1x08 (2022)
- Motorheads - serie TV, 10 episodi (2025)

### Regista
- Catch Hell (2014)

### Produttore
- Isolated, regia di Justin Le Pera (2013)
- Catch Hell, regia di Ryan Phillippe (2014)

## Doppiatori italiani
Nelle versioni in italiano delle opere in cui ha recitato, Ryan Phillippe è stato doppiato da:
- Stefano Crescentini in So cosa hai fatto, Stop-Loss, The Bang Bang Club, Reclaim - Prenditi ciò che è tuo, Shooter, Wish Upon, The 2nd - Uno contro tutti, MacGruber (serie televisiva)
- Francesco Pezzulli in Igby Goes Down, Caos, Five Fingers - Gioco mortale, Breach - L'infiltrato, The Lincoln Lawyer, Collide - Destini incrociati, Prey - La grande caccia
- Fabrizio Manfredi in L'Albatross - Oltre la tempesta, Homegrown - I piantasoldi, Gosford Park
- Gianfranco Miranda in Crash - Contatto fisico, Flags of Our Fathers, Will & Grace
- Niseem Onorato in Studio 54, S.Y.N.A.P.S.E. - Pericolo in rete
- Marco Vivio in Big Sky, Motorheads
- Alessandro Quarta in Scherzi del cuore
- Riccardo Rossi in Cruel Intentions - Prima regola non innamorarsi
- Franco Mannella in Le vie della violenza
- Paolo De Santis in The I Inside
- Simone D'Andrea in Franklyn
- Francesco Venditti in MacGruber
- Gabriele Lopez in Setup
- Danny Francucci in Incroci pericolosi
- Gabriele Vender in Una sola possibilità
- Emiliano Coltorti in Damages
- Alessio Cigliano in Secrets and Lies
- Flavio Aquilone in Cruel intentions - Prima regola non innamorarsi (ridoppiaggio)

## Premi
| Year | Group                               | Award                                                         | Work                    | Result          |
| ---- | ----------------------------------- | ------------------------------------------------------------- | ----------------------- | --------------- |
| 1998 | Blockbuster Entertainment Awards    | Attore Non Protagonista Preferito                             | So cosa hai fatto       | Candidato/a     |
| 1999 | Golden Raspberry Awards             | Peggior Attore                                                | 54                      | Candidato/a     |
| 1999 | Teen Choice Awards                  | Choice Actor                                                  | Cruel Intentions        | Candidato/a     |
| 1999 | Teen Choice Awards                  | Scena Sensuale Più Sexy (Condiviso con Reese Witherspoon)     | Cruel Intentions        | Candidato/a     |
| 2000 | Golden Slate (Hungary)              | Miglior Attore Protagonista                                   | 54                      | Candidato/a     |
| 2000 | MTV Movie Awards                    | Miglior Performance Maschile                                  | Cruel Intentions        | Candidato/a     |
| 2001 | Teen Choice Awards                  | Choice Actor                                                  | Antitrust               | Candidato/a     |
| 2002 | Critics Choice Awards               | Miglior Cast                                                  | Gosford Park            | Vincitore/trice |
| 2002 | Florida Film Critics Circle Awards  | Miglior Cast                                                  | Gosford Park            | Vincitore/trice |
| 2002 | Online Film Critics Society Awards  | Miglior Cast                                                  | Gosford Park            | Vincitore/trice |
| 2002 | Phoenix Film Critics Society Awards | Miglior Cast                                                  | Gosford Park            | Candidato/a     |
| 2002 | Satellite Awards                    | Cast Cinematografico Straordinario                            | Gosford Park            | Vincitore/trice |
| 2002 | Screen Actors Guild Awards          | Straordinaria Performance da Parte di un Cast Cinematografico | Gosford Park            | Vincitore/trice |
| 2005 | Gotham Awards                       | Miglior Cast                                                  | Crash - Contatto fisico | Candidato/a     |
| 2006 | Black Reel Awards                   | Miglior Cast                                                  | Crash                   | Vincitore/trice |
| 2006 | Screen Actors Guild Awards          | Straordinaria Performance da Parte di un Cast Cinematografico | Crash                   | Vincitore/trice |
| 2008 | Teen Choice Awards                  | Choice Movie Actor: Drama                                     | Stop-Loss               | Candidato/a     |
| 2009 | Prism Awards                        | Performance in un Feature Film                                | Stop-Loss               | Candidato/a     |
| 2014 | Pencil Award                        | Miglior Attore                                                |                         | Vincitore/trice |